# Taizan 5
Taizan 5是日本的漫畫家，2020年以短篇《讃歌》出道，並屢次獲得業界獎項，所創作的短篇漫畫作品《章魚嗶的原罪》更創下單日瀏覽量超過200萬次的紀錄。

## 概要
2020年9月22日，Taizan 5將短篇《讃歌》投稿至網路漫畫投稿網站《Jump Rookie》，並獲得2020年9月期編輯部期待獎。同年10月，將短篇《同人政治》投稿至《週刊Young Jump》的1億元40漫畫獎（1億円40漫画賞），並在政治部門獲得佳作。
在《少年Jump+》於2021年12月10日至2022年3月25日連載《章魚嗶的原罪》，該作創下了該網站首次單日瀏覽量超過200萬次的紀錄，成為熱門話題。
2022年，因《章魚嗶的原罪》獲得第51屆日本漫畫家協會獎漫畫王國鳥取賞。同年9月，創立了「Taizan 5漫畫獎」（タイザン5漫画賞），並由他本人擔任特別審查員。在《週刊少年Jump》於2022年50號至2023年49號，連載家庭劇《一之瀨家的大罪》。

## 作品

### 連載
- 章魚嗶的原罪（《少年Jump+》2021年12月10日[5]—2022年3月25日，全2卷）－榮獲第51屆日本漫畫家協會獎漫畫王國鳥取賞[7]
- 一之瀨家的大罪（《週刊少年Jump》2022年50號[8]—2023年49號[9]，全6卷）

### 短篇
- 讃歌[5]（《少年Jump+》2020年9月22日投稿[2]）－榮獲2020年9月期編輯部期待獎[3]，收錄於《一之瀨家的大罪》第6卷[10]
- 同人政治（《隔壁的YOUNG JUMP》2020年10月15日投稿[4]）－榮獲1億元40漫畫獎政治部門佳作[4]，收錄於《一之瀨家的大罪》第6卷[10]
- [5]（《少年Jump+》2021年2月12日投稿）
- [5]（《少年Jump+》2021年7月17日投稿）
- （《少年Jump+》2024年7月26日投稿[11]）－為YOASOBI創作歌曲而製作的體育題材漫畫[12]

## 來源
1. 1 2  . コミックナタリー. ナターシャ. 2022-03-04  [2025-01-03]. （原始内容存档于2022-03-04） （日语）.
2. 1 2  . 集英社.   [2025-01-03]. （原始内容存档于2025-01-03） （日语）.
3. 1 2  . ジャンプルーキー!. 集英社.   [2025-01-03] （日语）.
4. 1 2 3  . となりのヤングジャンプ. 集英社. 2020-10-15  [2025-01-03]. （原始内容存档于2025-01-03） （日语）.
5. 1 2 3 4 5  . アニメ!アニメ!. イード. 2022-02-04  [2025-01-03]. （原始内容存档于2022-06-18） （日语）.
6. 1 2  . コミックナタリー. ナターシャ. 2022-09-21  [2025-01-03]. （原始内容存档于2025-01-03） （日语）.
7. 1 2  . コミックナタリー. ナターシャ. 2022-05-20  [2025-01-03]. （原始内容存档于2025-01-03） （日语）.
8. 1 2  . コミックナタリー. ナターシャ. 2022-11-14  [2025-01-03]. （原始内容存档于2023-08-22） （日语）.
9. ↑   . 週刊少年ジャンプ (集英社). 2023-11-06,. 2023年49号: 457. ASIN B0CLPLCPKD.
10. 1 2  タイザン5. .  . ジャンプ コミックス 6. 集英社. 2024-03-09: 6. ISBN 978-4-08-883847-2.
11. ↑  . コミックナタリー. ナターシャ. 2024-07-26  [2025-01-03]. （原始内容存档于2025-01-03） （日语）.
12. ↑  . コミックナタリー. ナターシャ. 2024-05-22  [2025-01-03]. （原始内容存档于2025-01-03） （日语）.

## 外部連結
- Taizan 5的X（前Twitter）